# جو روبي
جو روبي (بالإنجليزية: Joe Robbie)‏ هو رائد أعمال ومحامي وسياسي أمريكي، ولد في 17 يوليو 1916 في سيستون في الولايات المتحدة، وتوفي في 7 يناير 1990 في كورال غيبلز في الولايات المتحدة. انتخب عضو داكوتا الجنوبية البيت النواب.